# 落第騎士英雄譚
《落第騎士英雄譚》是海空陸著作，WON插畫的日本輕小說作品，由GA文庫於2013年7月開始出版發行。正體中文版由台灣尖端出版代理發行。2015年3月宣布改編電視動畫，動畫於同年10月播出。

## 故事簡介
故事发生于一个平行宇宙地球的世界。在那里有超能力的人都被称为伐刀者，他們能將靈魂轉化為武器，被称为魔劍。在破军学院，及格的魔法骑士都被获选代表学院参加由日本的七所魔法骑士学院主办的学院七星剑武祭比赛，以选出七星剑王。由于破军学院在比赛的排名滑落，学院理事长新宫寺黑乃下决心寻找问题的解法。黑铁一辉是学院的F级伐刀者，由于魔法才能低而被当作是落第骑士。但欧洲国家，法米利昂国的公主史黛菈·法米利昂却是A等顶级伐刀者之一。
史黛菈在转校破军学院的第一天，被安排与一辉同居一房。一辉不经意间发现史黛菈半身裸的时候，后者挑战前者决斗，条件是输者须终身服从胜者。史黛菈虽输决斗，但最终他们俩同意成为室友。故事讲述他们俩一起训练的冒险旅程，以便能获取代表学院参加七星剑武祭比赛的资格。

## 登場人物
譯名參照尖端代理的中文版。

### 破軍學園

#### 主要人物
黑鐵一輝（聲：逢坂良太、藤井幸代（幼年））
班級：破軍學園一年一班
伐刀者等級：F
攻擊力: F 防禦力: F 魔力量: F 魔力控制: E 體能: A→S 運氣: F
伐刀絕技：一刀修羅、一刀羅剎
武技:抽足、浸透勁
劍技：模仿劍技、完全掌握、綾辻一刀流奧義「天衣無縫」、比翼劍術
原創劍技：第一秘劍「犀擊」、第二秘劍「裂甲」、第三秘劍「圓」、第四秘劍「海市蜃樓」、第五秘劍「狂之櫻」、第六秘劍「毒蛾之刃」、第七秘劍「雷光」、最終秘劍「追影」、合體劍技(與史黛拉)「角皇」/「愛的彈丸」
固有靈裝：太刀陰鐵
稱號：《落第騎士》、《無冕劍王》、《七星劍王》、《劍神》
人物簡介：劍術實力極端優異，感情專一。讓人意外的個性正經，同時對於女性的接近毫無抵抗力。
本作主角，從魔力等屬於魔法騎士評價標準的能力總和被評定為F級、連伐刀絕技也是被喻為最低劣的體能強化系，被認為是十年難得一見的爛學生再加上家裡干涉的關係而慘遭留級、被周遭的人戲稱為《落第騎士》。不過魔法的才能雖然差勁，卻有著極高超的劍術與體術，因在模擬戰擊敗身為A級的史黛菈，引起不小的震驚。起初許多人都認為是湊巧，又或者是演出來的戲碼，然而隨著一輝多次戰勝具有名氣的學生騎士後，嘲笑的聲浪漸漸銷聲匿跡，稱謂也從原先帶有諷刺意味的《落第騎士》轉而被稱為《無冕劍王》。
由於作為伐刀者的天份是最為低劣的F級，因而被黑鐵家放棄不給予任何幫助與訓練，但因為黑鐵龍馬對其價值的肯定而將魔法騎士定為夢想。為了完成夢想而離家出走，並入讀破軍學院，但卻被黑鐵家的勢力打壓而被校方以不合理的理由留級，直到新宮寺黑乃成為理事長後與其對戰確認價值。之後兩人約好若能在《七星劍武祭》獲得優勝成為七星劍王就能順利獲得畢業資格。
因為一直不斷的鍛鍊觀察力，而練就被稱為「模仿劍技」的獨特技能。能夠在一分鐘內看穿大部分的劍技，並且加以改善缺點進而使整體劍技升級後成為自己的劍技。自第一次擊敗史黛拉為止累積的對手劍技據說已達126套。而在持續鑽研此技能後使的觀察能力越發敏銳，成為了不但連劍術甚至連對方的個性、思考模式都能夠掌控，在加上除了劍術以外無論是弓術、格鬥術、小太刀術等各式各樣的技藝都全數精通，因此成了能將對手的下一步動作完全預測出來的「完全掌握」。
由於魔力總量太過微弱而研發出伐刀絕技「一刀修羅」，是一種破壞自身生存本能強行驅使原本為了生存而本能保留的魔力，在一分鐘的時限內會將原本只能提昇為兩倍的體能提昇為原來的數十倍以上，藉由此種能力加上極端優異的劍術而被黑乃稱為「最強的一分鐘」。但是此技能一天只能使用一次，而且無法中途中斷，而時限一過後體能與魔力將會急速衰竭完全喪失戰鬥能力。
第一卷尾聲向史黛菈告白，兩人開始交往，但並沒有公開，只有珠雫和有栖院凪兩人知情。
第二卷中因為幫忙鍛鍊綾辻絢瀨，結果藉由「模仿劍技」觀察綾辻的動作後就自行習得人稱「最後武士」的綾辻海斗自創的反擊奧義「天衣無縫」。
第三卷被黑鐵家污衊與史黛拉之間的關係，甚至引起法米利昂國王震怒。一輝遭到軟禁同時還明白父親從來沒有期望過自己，使得身心都受到長時間的折磨。在這般不利因素和帶著重病（肺炎）的情況下依然迎戰校內最強騎士的《雷切》東堂刀華。為了戰勝其交叉距離內堪稱無敵的伐刀絕技〈雷切〉，一輝將本身維持一分鐘超高體能的「一刀修羅」力量再次壓縮成維持一秒作用於一擊的「一刀羅剎」，成功戰勝東堂刀華取得校內代表資格。之後向史黛菈提出了希望與其成為家人的求婚宣言。
第四卷在〈前夜祭〉事件中，陪同珠雫要去解救有栖院，卻遭逢恰巧借住曉學園、公認世界最強劍士的《比翼》愛德懷斯，並與其正面迎戰，壓倒性地居於劣勢。不過一輝展現出的器量獲得了肯定，讓愛德懷斯抱持著敬意打算使出真本事殺之。抱持殺意所踏出的一步成為唯一一次破綻並被一輝給捕捉到，令愛德懷斯必須轉攻為守，原先致死的一擊因而出現偏差，使一輝得以存活下來，並讓愛德懷斯期待下次見面能以勁敵稱之。
第五卷中由於曾與《比翼》愛德懷斯進行過死鬥，不知不覺中習得了愛德懷斯的劍術，但是因《比翼》的劍術與世間所知的劍術完全不同次元而導致一時間無法靈活運用甚至還影響了自身原來的劍術。在與前任「七星劍王」諸星雄大比賽時曾數次被逼上絕路，想好的計謀和進攻手法全部無效，戰敗前刻絕望的壓力促使其將《比翼》的劍術化作自己的劍術。
第六卷中識破天音的能力不是預知未來而是類似於許願讓事情進展都會在經歷無數因果後實現其所願的能力。
第七卷開頭以「一刀羅剎」加上「比翼劍術」秒殺白夜，以0.8秒創下大會史上最快記錄。
第八卷中，和天音一戰，最後戰勝，但也使得天音的能力失控。雖然天音因一輝開導而釋懷，但一輝也因天音失控的能力而斷氣，最後被霧子救回。
第九卷和史黛菈決賽中為了戰勝史黛菈而把思念轉換成魔力，成功開啟更為強大的第二次的「一刀修羅」，最後將其化作「一刀羅剎」並將自身的意志化作「斬」的概念，成功完成了的究極的一刀，以拔刀術「最終秘劍 追影」戰勝史黛菈。因把思念轉換成魔力而覺醒並踏入魔人領域，成為日本繼《鬥神》和《夜叉姬》之後的第三位魔人。
其最終秘劍「追影」是身負超凡劍術的他抵達魔人領域後所領悟的最強秘劍，作為拔刀術而被諸多條件所限制施展，然而其威力之大卻足以被認作為絕對無法防禦的一劍。猶如他自身的人生經歷一般，無論面臨如何的逆境都能將其逆轉後奪取勝利一樣，以命理之外的魔人之身將自身意志所展現的斬之意志，甚至能將敗北的命運斬斷，強行將勝利銘刻於歷史之上。
外傳第零卷於破軍入學考試中與折木對決並以一刀修羅取勝，事後被折木指出一刀修羅的使用方式相當於在縮短壽命。
由於在與史黛菈戰鬥中窮盡自身可能性，使的比翼劍術迅速融入自身的劍術之中，令自身的劍術突飛猛進的抵達超人領域，深受《比翼》讚賞。然而相較於登峰造極的劍術，其自身的魔力控制技術卻僅僅只是普通的「優等生」程度。於七星劍舞祭結束後與史黛菈一起返回史黛菈的家鄉。於第十二卷中接受《比翼》的建言而在標高九千公尺的世界最高峰上修煉魔力控制技術，卻意外的練成藉由超凡觀察力來進行預判後的魔力集中抵抗，甚至能以此阻擋《比翼》的攻擊，令《比翼》驚愕萬分。
法米利昂之戰中，先是早早的戰勝自己的對手B.B.，後又迅速前往支援因黑騎士叛變而難以追擊傀儡王的史黛拉。更在雙國戰爭篇時與黑騎士一對一的死鬥中本來是絕無獲勝的可能，但是卻透過操控戰況來強迫黑騎士正面迎擊自己唯一最被提防的殺招：最終密劍「追影」，最終成功將其斬殺。並也因該戰役所展現的能力，而正式被騎士聯盟歸類為主力之一。
以雙國之戰為契機，人們對擁有這份對勝利的執著與巔峰的劍術的他逐漸開始將其稱為《劍神》黑鐵一輝，而這個稱號在本作中會陪著他大半生涯。
史黛菈·法米利昂（聲：石上靜香）
班級：破軍學園一年一班
伐刀者等級：A
攻擊力: A 防禦力: A 魔力量: A→S 魔力控制: B+ 體能: B+ 運氣: A
伐刀絕技：妃龍吐息、燃天焚地龍王炎、妃龍大顎、暴龍咆吼、妃龍羽衣、龍神附身、妃龍巢穴、解放超過
固有靈裝：雙手劍妃龍罪劍
稱號：《紅蓮皇女》
人物簡介：跨海前來追求強敵的皇女。性格活潑，巨乳，舉止稍嫌粗野，有時會有著幼稚的舉動，食量驚人，意外的好色。
本作女主角，法米利昂皇國第二公主，被喻為是十年難得一見的天才魔法騎士。為了提醒自己不能懈怠而出國留學並入讀日本的破軍學園，因在模擬戰被一輝擊敗開始在意起一輝，並且深深的喜歡上對方。是能使用自然操作系的火系魔法騎士，第八卷中已証實能力不是自然操作系而是更上層的概念操作系可以將自身轉變成神話世界當中的龍，她戰鬥時身上纏繞的火是來自龍的吐息。
擅長料理，對於一輝真心的稱讚會不由自主的面紅耳赤，個性上跟兄控的珠雫相處不來，常常和珠雫鬥嘴吵架甚至直接大打出手而被罰一起掃全校的女廁所。非常在意一輝身邊的異性接觸，會顯露因此而吃醋嘟嘴的可愛行為。非常厭惡別人因為她本身的天才天賦般的資質，從而認為她不需要努力就能輕鬆成為人生勝利組的發言。
本身資質極高，擁有當代世界最強的魔力量，亦擁有世界最高級的魔力回復力，據稱每當消耗魔力的瞬間就會開始回復魔力，連自身最強最消耗魔力的絕技「燃天焚地龍王炎」都能毫不間斷的連續使出十二次，威力才開始變弱。
前途不可限量，戰鬥能力也十分全面，但也因為自己的魔力太強而錯估了自己的能力。因為太過強大的關係，所以就算搞錯使用方式而限定了自己的力量也強大的無與倫比，因此一直錯誤的使用自己的能力，直到西京寧音將其逼入絕境後才完全覺醒。
作為概念干涉系「巨龍」的使用者，除了龍的噴火能力外還能顯示出巨龍的豪腕與強大的治癒能力，而且從體內散發出來的高溫甚至能夠扭曲磁場引發引力，而被引力所吸引的事物會在接近的身體的瞬間就跨越液體與氣體的階段變化直接電漿化，這種能量強大的幾乎可以算是一個超小型的人形行星。作為這種力量的持有者，天生就被命運之理允許成為最強，能夠抵達世上所有人都無法觸及的遙遠巔峰，因此在出生之時就已經等同於顛覆常理的魔人，只是這種能力最大的缺點是能量的耗損極大，因此食量相當龐大，原本龐大的食量自能力覺醒後更是翻倍。
於小說第一卷接受一輝的告白並且交往，但並未公開。不過在第三卷因為黑鐵家的惡意抹黑而弄得戀情曝光。
第三卷尾聲答應了一輝的求婚。
第四卷集訓時把目標訂在能夠打倒〈雷切〉東堂刀華，起初不敵，不過在集訓尾聲已經能與之五五開。
第零卷中偷偷掉包一輝床單的計謀被珠雫識破，掉包成珠雫的床單，但依然可以從珠雫的香氣中幻想出一輝的味道，此時史黛菈畏懼自己的想像力。
在曉學園〈前夜祭〉事件時正面迎戰《烈風劍帝》黑鐵王馬，一開始便使出自己最強的伐刀絕技〈燃天焚地龍王炎〉，卻被王馬的〈斷月天龍爪〉直接壓制。徹底體認到自己的不足，第四卷尾聲請求西京寧音替自己特訓。
第五卷尾聲抵達比賽場地，因為遲到延誤比賽而自請處分，要求自己以一對四。如此的其中一個原因是不容許進入第二輪比賽的曉學園成員在第二天的比賽事先談好而毫髮無傷脫離比賽。
第六卷中同時與鶴屋美琴、多多良幽衣、平賀玲泉祭凜奈四人對戰。先以犧牲左手的方式將多多良的反擊能力正面擊潰，再以融化骨頭的方式強行將碎裂的左手手骨接上，並以「燃天焚地龍王炎」的連續攻擊將風祭與夏洛特徹底擊潰。而在平賀以美琴為人質時徹底遭到激怒，以幻想模式使用戰略級的伐刀絕技將兩人一同捲入後在將平賀的人偶身軀徹體踩碎，率先稱霸B戰區。在與黑鐵王馬一戰中，以從西京的兇殘鍛鍊中所覺醒的魔力解放技「龍神附身」大幅強化自身的總體力量，以壯烈的攻勢打敗了王馬。
於七星劍舞祭結束後與一輝一起返回法米利昂皇國。第十一卷中先後與《傀儡王》、《沙漠死神》對峙與交手，初次感受到命理之外的魔人的恐怖而在內心屈服，無法抗衡魔人的因果扭曲。為了迎戰魔人而企圖利用危機引發自身潛能，在十二卷中前往《比翼》住處並且與之挑戰，卻被卻被《比翼》要求戰勝所有前來挑戰她的人，在最後遇上中國神龍寺的魔人《饕餮》。激戰至最後因決心貫徹自我的初心而得以覺醒，並且將靈裝進化成新型態，利用覺醒時產生的龐大魔力成功擊退《饕餮》並將世界第一高峰斬成兩半。正式踏入魔人领域，成为法米利昂首位魔人。於第十三卷事後回想，依然覺得現在覺醒後的自己再與《饕餮》對戰必定每戰必輸。
於法米利昂的雙國戰爭篇中，對上《傀儡王》的途中遭到護弟心切的《黑騎士》倒戈相向，一輝趕上並阻擋黑騎士後催促她去追擊《傀儡王》，而因親眼見到一輝死亡的瞬間，進一步走入魔人階段的「解放超過」狀態。接著從珠雫口中得知一輝还能被救活后，加上西京寧音保護眾人的前提下，以「解放超過」的火力全開能力將《傀儡王》徹底消滅。
「解放超過」的型態為火焰龍人，全身為赤焰色皮膚以及頭上有一對長雙角。

#### 學生
黑鐵珠雫（聲：東山奈央）
班級：破軍學園一年四班
伐刀者等級：原B，現為A
攻擊力: D 防禦力: B 魔力量: C 魔力控制: A 體能: E 運氣: C
伐刀絕技：障破水蓮、凍土平原、血風慘雨、水色輪迴、青色世界
固有靈裝：小太刀宵時雨
稱號：《深海魔女》
人物簡介：流有英雄之血的少女，兄控
一輝的妹妹，對兄長抱有特別感情的極度兄控少女。為了追隨兄長而進入破軍學園就讀，是能使用自然操作系的水系魔法騎士。
魔力操控的精細度十分高超。
由於從小就展現了身為伐刀者的天份而被周圍的人追捧，只有一輝會把自己當成普通人對待，因此認為只有一輝是特別的存在，但是當一輝離家出走後才發現一輝在家裡所受到的歧視與對待。對於一直以來都沒發現一輝處境的自己感到憤怒，立誓要代替周圍所有人給予一輝沒有得到的愛。雖然愛慕身為兄長的一輝，但也不會做出讓其為難的舉止。在一輝與史黛菈秘密交往後很快就被自己發現。因此對一輝的病嬌行為開始弱化。
和有院凪關係很好，將其視為姐姐。即使知道有栖院是男兒身，也願意跟他當室友。
第三卷開頭迎戰校內聲望最高的《雷切》東堂刀華，不幸戰敗。
敗於東堂之後開始思考如何補足自己的弱點，思索出將肉體分解再構築，使身體汽化達到修復傷勢同時將物理攻擊無效化的絕技〈水色輪迴〉。在第四卷為了解救有栖院凪而迎戰曉學園教師〈獨腕劍聖〉華倫斯坦，慘遭華倫斯坦腰斬後初次實際施展，並以此成功扭轉局勢。不過這招需要極度精密的計算，珠雫也認為自己現階段不能輕易嘗試施展。
在曉學園〈前夜祭〉事件結束後，頂替退出比賽的破軍學園代表生，獲得參賽資格。
稍微承認史黛拉為「將來的嫂嫂」，經常在看著《小姑必學—如何欺負嫂子的一百O八種招式》這種奇怪的書籍，期望某日會派上用場（？）。
於第八卷中，和凪暗殺天音失敗，並失去準決賽資格。
於第十卷偶然遇見白衣騎士，其告知體內因當初使用之<水色輪迴>尚未精通人體結構，促使體內產生多處歪斜，而正好請教白衣騎士精通方法，作為代價，開始接受治療。
雙國戰爭篇時，以白衣騎士的弟子身分前來助陣法米利昂王國，《傀儡王》一役時趕到現場並以顛覆世界法理的復活術<青色世界>，成功復活已經死亡的一輝，也因具有真正干涉世界法則的復活能力，而破例被騎士聯盟晉級為A級騎士。
有栖院 凪（聲：浅沼晋太郎）
伐刀者等級：D
攻擊力: E 防禦力: D 魔力量: D 魔力控制: C 體能: C 運氣: D
伐刀絕技：縫影、「黒い茨（ブラックソニア）」、「黒の凶手」。
固有靈裝：匕首暗黑隱者「黒き隠者（ダークネスハーミット）」。
稱號：《黑影殺手》、《黑薔薇》
能夠操縱影子的概念干涉系學生騎士。長相俊俏美麗，是一名男同志。
珠雫的室友，自稱男生的身體，女生的心靈，為人體貼溫柔，在校內人氣不低。
以連勝之勢獲得破軍學園代表生資格，本人謙稱是運氣好。
實際上是解放軍的一員，參予曉學園〈前夜祭〉。最後因為珠雫的善良而中途放棄行動對眾人坦白。
孩童時代是孤兒們的大哥哥（姐姐），因為摯友尤利的死而不對世界抱有期望，將自己以一億元天價賣給解放軍〈十二使徒〉之一的〈獨腕劍聖〉華倫斯坦。
在校刻意隱瞞實力，實際伐刀者等級可能更高，直接戰鬥力有一定的水準但並不強，擅長暗殺。
曉學園〈前夜祭〉事件結束後脫離曉學園以及解放軍，並退出七星劍武祭。為了贖罪開始擔任破軍學園記者日下部加加美的助手。
桐原靜矢（聲：松岡禎丞）
伐刀者等級：C
班級：破軍學園二年三班
伐刀絕技：獵人之森、驟雨烈光閃
固有靈裝：弓朧月
稱號：《獵人》
與一輝同屆，去年首席新生，同時是去年七星劍武祭破軍學園代表生之一。與一輝同班時帶頭欺壓的人，其背後還有與黑鐵家有聯繫的前理事長親信的教師們作為後盾。
能力可以使對象無法察覺自身氣息與身影，是一種將自身存在徹底抹消的隱形迷彩。藉由此能力，在去年賽事中毫髮無傷且未曾輸過，只要碰上能無視自己隱形能力的廣域攻擊伐刀者就會主動棄權。
在校內選拔賽中對上黑鐵一輝，刻意避開要害攻擊來捉弄對手，最後遭冷靜下來的一輝以〈完全掌握〉摸透思考方式而被迫進，直接宣布投降。
綾辻絢瀨（聲：小林優）
班級：破軍學園三年一班
伐刀者等級：D
攻擊力: C+ 防禦力: E 魔力量: E 魔力控制: D 體能: Ｃ+ 運氣: E
伐刀絕技：烈風爪痕
固有靈裝：日本刀緋爪
稱號：NO DATA
人物簡介：《最後武士（Last Samurai）》的愛女
為綾辻海斗的女兒，由於不擅長跟男性相處。但為了克服劍術的瓶頸，特別鼓起勇氣請一輝擔任自己的老師，是能使用比自然操作系更上層的概念操作系的魔法騎士。
為了奪回被倉敷藏人奪走的道館，意圖成為校內代表與其在七星劍武祭對決，為此決定要不擇手段。在得知第七戰對戰選手是一輝後，不惜跳樓逼迫一輝消耗掉有使用限制的一刀修羅，此外還事先在比賽場所作弊。儘管刻意營造惡人的形象，不過一輝依舊相信其善良正直的本質，最後戰敗，比賽結束後懇求一輝幫助自己。
伐刀絕技能操控"斬"的概念，讓斬擊的效果停留在空間一段時間，同時可讓傷勢擴大。
東堂刀華（聲：金元壽子）
班級：破軍學園三年三班
伐刀者等級：B
攻擊力: A 防禦力: C 魔力量: B 魔力控制: B 體能: A 運氣: D
伐刀絕技：雷切、建御雷神、疾風迅雷、閃理眼、電光
武技：抽足
固有靈裝：居合刀鳴神
稱號：《雷切》
人物簡介：破軍學園學生會會長
擁有《雷切》之名的強者，去年全國前四強，也是破軍學園最強的學生會長，是能使用自然操作系的雷系魔法騎士。
平時舉止略顯冒失，也會被學生會成員開玩笑，不過其溫柔的個性博得了眾人的好感，有很深的近視，平常會帶著眼鏡，但戰鬥時不會配帶，身為雷系術士藉由閃理眼觀測電磁流動取代視力，即使視線遭到遮蔽依舊可以掌握戰局。
「鬥神」南鄉寅次郎的愛徒，作為自身代名詞的伐刀絕技「雷切」便是將其師的劍技「音切」加入自身的能力後改良發展後所產生。是利用電磁力一鼓作氣讓刀從鞘中噴射而出的超電磁拔刀術。交叉距離內堪稱無敵，縱使去年輸給了現今的《七星劍王》諸星雄大，也並非輸在近距離交鋒，而是身為槍術士的諸星之槍術〈睥睨八方〉拉開距離不讓其絕技〈雷切〉有效發揮之故。
於第三卷後半段的選拔賽中對戰黑鐵一輝，在交叉距離內敗給了一輝的〈一刀羅剎〉，靈裝鳴神被擊碎而失去意識。
第四卷兩校集訓時陪同擔任志願教練一同練習，數次挫敗史黛菈。不過在集訓尾聲時，史黛拉已經能與東堂五五開。
在曉學園策畫攻擊破軍學園的〈前夜祭〉事件時，為了阻擋黑鐵王馬，使出自己尚未完成的絕招〈建御雷神〉，但僅僅只能對不做守勢、正面接招的黑鐵王馬輕微劃傷。
其後為了破解諸星的＂帚星＂而練出了電磁劍術＂電光＂。
畢業後想參加KOK。
兔丸戀戀（聲：M・A・O）
班級：破軍學園二年二班
伐刀者等級：C
攻擊力: B 防禦力: F 魔力量: E 魔力控制: D 體能: C 運氣: C
伐刀絕技：極速渴望（Mach Greed）、黑鳥
固有靈裝：雙手套
稱號：《速度中毒（Runner's high）》
人物簡介：學生會行政
破軍學園排行第三，擔任學生會的行政。擁有小麥色肌膚，個性開朗的少女。
伐刀絕技是讓自己不停地疊加速度，缺點是一旦行動停止就要重新蓄力，於校內選拔敗給一輝。
碎城雷（聲：竹內良太）
班級：破軍學園二年二班
伐刀絕技：蓄銳之斧（Crescendo Axe）
固有靈裝：斬馬刀
稱號：《破城艦（Destroyer）》
人物簡介：學生會成員
破軍學園，學生會的成員之一。
伐刀絕技每舞動斬馬刀一次重量便加倍，藉由多次舞動來產生強大的破壞力，於校內選拔敗給史黛菈。
御祓泡沫（聲：潘惠美）
伐刀絕技：《絕對不確定性》
伐刀者等級：D
稱號:《無法觀測》
攻擊力: F 防禦力: A 魔力量: D 魔力控制: D 體能: F 運氣: E
擔任學生會的副會長，全校唯一因果干涉系。可以扭轉已經確定的因果，但僅限於泡沫認為「可能」的認知，面對認定「不可能」的事態就無法進行更改。
因為身體貧弱，擁有極佳的自身防禦能力但無法對敵人造成傷害。
貴德原彼方（聲：日笠陽子）
班級：破軍學園二年二班
伐刀者等級：B
伐刀絕技：星辰之劍（Diamond Dust）
固有靈裝：刺劍弗蘭西斯卡
稱號:《腥紅淑女（Scharlach Frau）》
攻擊力: B 防禦力: C 魔力量: B 魔力控制: B 體能: D 運氣: A
破軍學園排行第二，擔任學生會的會計。
能將自身靈裝的刀身化成肉眼不可視的碎片並散佈於空氣中，藉由自在操縱細小的刀片斬殺敵人，亦能進行諸多精密的操作。
平時表現端莊優雅，其實和泡沫一樣喜歡惡作劇，帶有頑皮的小惡魔性格。
身為貴德原家之女，高中畢業後就會和家族決定的對象結婚。
日下部加加美（聲：相坂優歌）
破軍學園新聞部的成員。
目標是成為一級棒的記者，在一輝於模擬戰擊敗史黛菈便開始關注對方，伐刀技為分身。
月讀半月
破軍學園放送部的成員。
在七星劍武祭擔任廣播員負責實況轉播。
月夜見三日月
破軍學園的學生。
在七星劍武祭擔任廣播員負責實況轉播。

#### 教師
西京寧音（聲：井口裕香）
伐刀者等級：A
攻擊力: A+ 防禦力: A 魔力量: A 魔力控制: E 體能: A 運氣: A
伐刀絕技：地縛陣、黑刀。八尺鳥、黑死蝶、禁技指定：霸道天星、秘奧義：翻天覆地
武技：抽足
固有靈裝：雙鐵扇
稱號：《夜叉姬》
人物簡介：破軍學園臨時教師。
現役KOK聯盟選手，世界排名第三位，魔人。
能力為操縱重力的自然干涉系，〈霸道天星〉能以重力吸引存在於大氣層外的太空垃圾急速墜落在敵人上方。由於此招破壞規模可達到國家範圍，甚至超越核武等級，因此被列為禁技，沒有聯盟許可不得輕易使用；之後更是開發了能破壞指定目標所在的一維空間，而將對象吸入該空間並永世隔絕於四維空間（人類存在的空間）之外的恐怖秘奧義「翻天覆地」，目前聯盟並不知道此招的存在，而暫時沒被列為禁技。
有著蘿莉的外表，身穿和服腳穿單腳木屐，私生活十分淫蕩，曾在聯賽中對新宮寺使用〈霸道天星〉，被其〈粉碎時空〉抵銷掉，當時因為違規使用禁技而被判敗北。兩人是老相識。
和東堂刀華是「鬥神」南鄉寅次郎的徒弟，但是絕不在別人面前承認，對其也總是以老頭子稱呼，實際上在心中比任何人都要尊敬南鄉寅次郎。
小時候看到自己的能力使玩具浮起，誤認自己的能力是讓物品漂浮，實質能力為「重力」，甚至後期可以強大到干涉萬物的存在空間。
第一人稱是「妾身」。
〈前夜祭〉事件中，前去接回被曉學園成員追殺的史黛菈等破軍學園代表三人，與黑鐵王馬短暫交鋒牽制略占上風，未分勝負。事件過後，接受史黛菈的請求，在七星劍武祭開始前這段時間替史黛菈特訓。
在法米利昂篇乘坐隕石前去支援史黛拉，雖然牽制住《沙漠死神》卻因為《傀儡王》的陰謀而使的無法繼續干涉法米利昂與奎多蘭之間的戰爭。最後因為《沙漠死神》不滿《傀儡王》強制將戰鬥喊停而因此更改戰爭規則，成為法米利昂五人代表之一。
雙國戰爭篇時，於代表戰中對上《沙漠死神》，因見到對方的「解放超過」型態壓制自己，而也促使自己進入「解放超過」型態，但隨之她頓悟了與黑乃的約戰意義後，自行解除「解放超過」型態，並以人形姿態施展剛頓悟出來的秘奧義「翻天覆地」，將《沙漠死神》吸入一維空間後宣告勝利。
新宮寺黑乃（聲：東內麻里子）
伐刀者等級：A
攻擊力: A 防禦力: B 魔力量: B 魔力控制: A 體能: A 運氣: A
伐刀絕技：禁技指定：粉碎時空（World Crisis）、鐘畫（Clock draw）
固有靈裝：黑白雙鎗
稱號：《世界時鐘（World Clock）》
人物簡介：破軍學園理事長。
昔日KOK聯盟選手，世界排名曾經位列第三位，具有成為魔人的資格，但最終放棄。
能力為操縱時間的因果干涉系，〈粉碎時空〉能將目標空間的時空扭曲，連同空間一併粉碎。所破壞的空間不可復原，同西京寧音的〈霸道天星〉列為禁技。后来踏入魔人领域后更是可以领悟出通过不断干涉过去并累积成果的绝技〈三千世界〉。因為結婚而退出聯盟。
曾在聯賽中用〈粉碎時空〉抵銷掉西京的〈霸道天星〉。兩人是老相識。
體恤並同情一輝的遭遇，於是擔任理事長後取消以往校內代表的遴選方式，改用選拔賽決定。此舉讓沒有魔法才能的黑鐵一輝得以獲得向上的機會。
〈前夜祭〉事件中，前去接回與《比翼》愛德懷斯交戰而失去意識的黑鐵一輝。對於一輝能在跟〈比翼〉交手中存活，甚至傷到這位最強劍士些許感到意外與佩服。
舊姓瀧澤，新宮寺是冠夫姓。
原本作為騎士在第一線活躍，距離覺醒魔人只差一步之遙，但因害怕成為魔人後會危害到家人，因此選擇了急流勇退。退出聯盟後被招攬成為破軍學園的理事長，也因此給了一輝改變現況的希望。
而后在美国入侵日本之时，因受到家人鼓励而终于决定踏入魔人领域。通过新领悟出的伐刀绝技〈三千世界〉制作出大量异时空同为体对战美国最强超能力者〈超人〉。最后在因疲惫而晕倒之前答应西京宁音再度与她一战。
折木有里（聲：橘田泉）
伐刀者等級：C
攻擊力: B 防禦力: E 魔力量: D 魔力控制: C 體能: C 運氣: F
伐刀絕技：染血海域（Violet Pane）
固有靈裝：軍刀
稱號：《死亡宣告（Jolly Roger）》
人物簡介：破軍學園教師。
一輝、史黛菈等人的級任導師，也是一輝在入學測試時的考官，原本不打算讓一輝通過測驗，但是在一輝的挑釁下與其對戰後戰敗，之後便對一輝做出了正面性的評價讓一輝得以入學。自幼就體弱多病，動不動就會吐血，每次會吐一升血。
伐刀絕技的能力是自身感受到的痛楚分享給能力範圍內的敵人，由於本身所患的疾病眾多，一般的魔法騎士只要共享其疼痛就會昏倒；且射程範圍有數公里，是非常實用的戰略性能力。
〈前夜祭〉事件中，遭到曉學園成員攻擊校園，迎敵戰敗。

### 黑鐵家
黑鐵嚴（聲：速水獎）
國際魔導騎士聯盟日本分部的分部長，擁有《鐵血》之名的黑鐵家當家。一輝與珠雫和王馬的父親。
在父親與領導者之間選擇了後者。由於黑鐵家自古就是管理日本伐刀者的名門，因此對於組織的管理非常講求階級制度，而對於F級的一輝他只有期望他能放棄成為魔法騎士而已。
對於一輝的成績以一個父親而言相當讚賞，但是對於組織領導者而言卻非常礙眼，因為不是所有人都能擺脫無能的枷鎖。擔心如果讓其他的低階級的人因此抱有期望或是莫名的自信會對組織造成多餘的損失，因此利用了各種手段打壓一輝想讓一輝無法成為魔法騎士。
於第七卷要求一輝和黑鐵家斷絕關係。實際上是因為從小受到嚴厲的教育，又不擅長言行，再三思考，認為與一輝斷絕關係才是最好的選擇，最後由一輝拒絕斷絕關係，並且稱讚一輝已經成為一個大器的人。

### 貪狼學園

#### 學生
倉敷藏人（聲：細谷佳正）
伐刀者等級：C
攻擊力: B 防禦力: B 魔力量: D 魔力控制: F 體能: B+ 運氣: D
隸屬：貪狼學園三年級
伐刀絕技：蛇骨刃
劍技：蛇咬、八岐大蛇、天衣無縫·火山碎屑流
固有靈裝：蛇骨劍大蛇丸
稱號：《劍士殺手》
人物簡介：喜好戰鬥廝殺，到處踢館的狂野份子，以我流劍術闖蕩江湖的暴力天才。
貪狼學園代表選手，去年劍武祭的前八強。
靈裝大蛇丸可以任意伸縮以及操縱。
本身沒有華麗的特技，但是擁有超乎常人的反應速度〈神速反射〉而在近距離短兵交鋒中大佔優勢。喜歡找著名武士或劍士對戰，但是並非想靠能力欺凌無能力者，而是因為想藉由跟武者對戰來享受與強者對戰時所能感受到的歷經磨練的獨特緊繃氣息，反而對於依賴能力的伐刀者毫無興趣。
第二卷時據綾辻絢瀨所言，藏人正是摧毀綾辻家劍館並讓其父昏迷不醒的踢館者，同時也是有著多次生事紀錄的問題人物，但是縱使前科累累也因為自身實力堅強加上沒有引起太大的事端而沒有被剝奪學生騎士的資格。
雖然舉止狂野好戰，不過從沒使用卑鄙手段取勝。於第二卷後半段敗給了一輝後，牢牢記住一輝的名字後離去。
在第六卷中使用二刀流。為了再次對上一輝，拜「最後武士」的綾辻海斗為師，並且學會其反擊奧義「天衣無縫」。七星劍武祭賽事中敗給莎拉·布拉德莉莉，此戰之後實力進一步進化，後來接受了諸星的決鬥邀約，將「天衣無縫」從一介防禦反擊招式進化為自己的專屬特殊攻擊「火山碎屑流」，打倒了諸星。

### 武曲學園

#### 學生
諸星雄大
伐刀者等級：B
攻擊力: C 防禦力: A+ 魔力量: C 魔力控制: C 體能: A 運氣: E
隸屬：武曲學園三年級
伐刀絕技：虎噬
固有靈裝：長槍·虎王
槍技：三連星、帚星、睥睨八方
稱號：《七星劍王》、《浪速之星》
擁有吞噬魔力的魔力，連黑鐵王馬的伐刀絕技〈斷月天龍爪〉都能完全吞噬。去年劍武祭的冠軍，被譽為最有可能二連霸的人，是個大妹控。
從小學開始就已經是備受矚目的明日之星，但是卻在一次家庭出遊的時候遭遇電車出軌的意外失去了雙腳。為了不讓當時提議去遊樂場的妹妹自責而拼命的想重回伐刀者的舞台。
為了重造失去的雙腳自願削骨斷肉，以自己的肉身為材料讓霧子拿來重造雙腿，而在身體失去了大部分的肌肉與骨骼密度大幅衰減的狀況下為了維持身體機能就直接開始進行高密度的鍛鍊，其結果是骨骼的重複碎裂與肌肉的斷裂，在復健的四年間經歷成千上萬次的身體毀壞與重新修復，最終才回到了伐刀者的舞台並且登上頂點成為「七星劍王」。
不但擁有優異的槍術，也擅長運用智謀，集心、技、體於一身，其魔力虎噬可消除魔力，為了對抗刀華的〈雷切〉特別練成了用虎噬消除同樣是魔力構成的 靈裝 ，導致靈裝損毀而失去意識，槍術帚星無法迴避，其槍術成了不能閃也不能擋，在近十年的七星劍王中堪稱最強的一位。在與一輝戰鬥中數次將一輝逼上絕境，結果促使一輝將愛德懷斯的劍術吸收，再尚未適應一輝的速度前，因大量失血而愈來愈難看清一輝，最後戰敗。畢業後想參加鬥神聯盟。
城之崎白夜
伐刀者等級：C
攻擊力：D 防禦力:D  魔力量: D 魔力控制: C體能: D 運氣: D
稱號：《天眼》
伐刀絕技：白手
固有靈裝：刀
去年七星劍武亞軍，賽前會收集對手大量的情報達到完全掌握，因此稱號為天眼。
愛慕著同學淺木椛，雖然是異性戀，卻對於男人之間的互動非常投入，特別是與同為習武之人之間的互動，因而經常讓別誤會有特殊性向，也因此常遭到身為好友的諸星以武力制裁。
能力為<強制移動>，將自身半徑約50公尺任何物質移動至固定位置及坐標，對於不動的物體可直接移動，會動的人類必須先用靈裝砍傷目標才能進行轉移。第六卷一輝第二戰的對手，因為賽制改變一輝一天內必須連戰兩場，因此賭定一輝不會使用一刀修羅，判定一輝會在第二十三手以蜃氣狼向右跑時敗北。而一輝也得到同樣的結論，但因一輝反其道而行，而在比賽開場立即遭到一輝的一刀羅剎擊昏敗北。
淺木椛
去年第三名。

### 廉貞學園

#### 學生
藥師霧子
伐刀者等級：B
攻擊力: D 防禦力: B 魔力量: C 魔力控制: A 體能: E 運氣: D
隸屬：廉貞學園三年級
伐刀絕技：局部麻醉
固有靈裝：手術刀
稱號：《白衣騎士》
與珠雫同為水術士，不過與珠雫的直接用水攻擊不同，是以水來干涉人體進行戰鬥。雖然作為騎士非常強大，但是卻始終堅稱自己是一個醫生，因此放棄了兩年的七星劍武祭，直到三年級不但老師連理事長都前來遊說，因此才勉強參賽。
作為水術士被人譽為日本第一的醫生，在這方面的本領上連珠雫都自認甘拜下風，有著跟珠雫的〈水色輪迴〉同樣能力的絕技，但是卻遠比珠雫更加精巧細密，連衣服都能夠分解之後再次構築呈現。
諸星復健時的主治醫生，在研究修復殘廢身體的課題時被諸星拜訪請求治療，一開始只當諸星是白老鼠一樣在進行實驗，但是在經歷三個月的復健後就因為這個復健內容過於殘忍而打算放棄這個課題，不過卻被諸星的強韌意志所打動，最後陪著諸星完成長達四年的地獄復健療程。
第六卷，在七星劍武祭賽程中預計對上紫乃宮天音，但受其能力影響導致隸屬的醫院所有住院病患突如其來病情惡化，被迫主動棄權趕回醫院。
第八卷回到七星劍武祭地點，成功將因為天宮厄運而一度失去生命跡象的黑鐵一輝救活。

### 巨門學園

#### 學生
鶴屋美琴
隸屬：巨門學園三年級
伐刀者等級：B
伐刀絕技：死神魔眼（Thirteen eyes）
固有靈裝：單眼鏡片
稱號：《冰霜冷笑》
巨門學園代表生，是去年七星劍武祭的前八強，日本首區一指的學生騎士。其伐刀絕技能將視野範圍內的目標直徑三公尺區域瞬間降溫至絕對零度，而且效力發動的時間就等於目標進入視野的瞬間，亦即等同光速。在發動速度、射程、對敵抑制力都堪稱數一數二的優秀能力。
深知對於騎士而言勝利才是一切的道理，所以當得知第一戰對上無論是屬性還是實力都是自己無法對抗的史黛菈時非常苦惱。在史黛菈遲到時對大會委員要求對史黛拉進行懲處，而在史黛菈自行要求一對四的比賽時也興然接受。
第六卷中與平賀等人聯手，四對一對戰史黛菈，最後遭到平賀的「提線人偶」操縱。因生存本能限制遭到強制解除，發揮出與一輝的「一刀羅剎」一樣會對自己身體反噬的力量，最後因史黛菈被平賀徹底激怒而被史黛拉的戰略級伐刀絕技「暴龍咆吼」捲入而敗北。

### 曉學園
隸屬於〈騎士聯盟〉之外，非正式承認的第八所魔法騎士學校，成員全都是七星劍武祭各校代表。目前僅知是由某個地下組織策劃，意圖破壞七星劍武祭而設立，甚至解放軍也有參予其中。
黑鐵王馬
伐刀者等級：A
攻擊力: A 防禦力: A 魔力量: B 魔力控制: C 體能: A 運氣: C
劍技：旭日一心流．剛之極「火雷」、迅之極「天照」、烈之極「天津風」
伐刀絕技：斷月天龍爪（Kusanagi）、真空刃、無封結界、天龍甲冑
固有靈裝：大太刀龍爪
稱號：《烈風劍帝》
駕馭風的自然操作系魔法騎士，也是史黛菈來到日本留學前、日本唯一的A級學生騎士。
武曲學園代表生，黑鐵一輝以及黑鐵珠雫的兄長。曾經在小學聯盟大賽獲得冠軍，之後就不再參予公眾賽事。自稱已與黑鐵家斷絕關係。
除了變強以外，對任何事物都不抱持興趣，之前不參加任何賽事僅是因為「已經沒有對手值得自己與之比試」。
實力極為強悍。參予曉學園的〈前夜祭〉破壞破軍學園，並和史黛拉短暫交手，輕易便從正面壓制住史黛菈威力最高的伐刀絕技〈燃天焚地龍王炎〉。〈雷切〉東堂刀華即使拼盡全力，不惜使用會令自己受傷的研發中絕技〈建御雷神〉，也僅僅只能令雙手抱胸，在原地接招的王馬胸口輕輕劃傷。
身上佈滿無數傷疤，在有再生槽技術治療的環境下實屬罕見。
其劍技力道十分集中，加之能用風消除空氣的阻力，因此擁有極為強大的破壞力，連一輝都無法抵擋。
第五卷單獨找上一輝，以一輝存在本身是史黛菈向上的絆腳石為由，命令一輝退出七星劍武祭。與一輝短暫交鋒，後被前來的現任〈七星劍王〉諸星雄大阻止。
小學最後一年稱霸U─12聯賽，但王馬本身並不滿意這種非真正的廝殺，於是脫離聯盟尋找戰場增進自己的實力，在世界盡頭碰上了〈暴君〉被其單方面暴虐毫無反抗餘地，甚至拋開自尊乞求饒命，之後由〈比翼〉介入才得以活下。因為切身見識了天與地的實力懸殊差距，認為依循一般的方式無法達到同樣領域，於是開始長時間用風壓壓迫自己身體，藉此強迫自身「進化」。這也是王馬肉身不可思議堅硬的真相。
其目的是超越強者，原因為小时候在家中的訓練第一次獲勝，會覺得很高興。然後會這麼想想。這世界上還有誰更厲害嗎...然後就會想去超越。身為弟弟的一輝非常尊敬兄長王馬這份對於自己的嚴苛。
第八卷準決賽中對上史黛菈，起初佔有優勢，不過最後敗給了覺醒並正確使用本身伐刀者能力的史黛菈，以不屈的站姿直面縱使比自己強悍的史黛菈失去意識。
多多良幽衣
伐刀者等級：B
攻擊力: C 防禦力: A 魔力量: D 魔力控制: C 體能: B 運氣: C
伐刀絕技：完全反射（Total Reflect）
固有靈裝：電鋸掠地蜈蚣
稱號：《不轉》
貪狼學園代表生。以殺人為樂，因父母訓練3歲開始生長在隨時充滿生命危險的環境中，完全反射鍛鍊到爐火純青，擁有極佳的動態視力與集中力，因從小生活中沒有「安眠」而有嚴重的黑眼圈，真實身分為殺手集團「漆黑之家」的職業殺手，本名為菲亞。
第六卷中因為史黛菈要求而在七星劍武進行四對一的戰鬥，故意露出空隙誘導史黛拉卻被看穿，成功反射重傷史黛拉左手後鬆懈，被史黛拉用碎裂的左腕擊出—肝臟擊，當場失去意識敗北。
雙國戰爭篇時，得知自己的姐姐《惡之華》在《傀儡王》麾下，為了清理門戶而決定與一輝、史黛拉聯手，擔任代表戰選手之一，更在陪伴史黛拉接受《比翼》的考驗時，指導史黛拉關於生理能量的控制法。於代表戰中對上《惡之華》，在自己瀕臨死亡的處境下以「完全反射」最大化，反射了地球的公轉引力，以這股趨近核彈的威力將《惡之華》炸至灰飛煙滅，最後接受了法米利昂王國的私人噴射機一架做為報酬，遠走他鄉，臨走前也與史黛拉建立了親密的情誼，將自己的本名告訴史黛拉。
紫乃宮天音
伐刀者等級：A
攻擊力: C 防禦力: C 魔力量: A 魔力控制: F 體能: D 運氣: S
伐刀絕技：女神過剩之恩寵（Nameless Glory）
稱號：《厄運》
巨門學園代表生。本名天宮紫音。穿著男裝但長相酷似女性。
在校六場都是不戰而勝。
因果涉系能力，表面上宣稱是預知未來，其實類似於許願。雖然無法隨心所欲改寫過程，但事情進展都會在經歷無數因果後實現其所願；統整能力概要為一句話：能實現自己所想的任何願望；是因果干涉系中最強的能力。
雙目蘊藏著龐大的負面情緒，已經到達「混沌」的程度。原因自小覺醒伐刀絕技令人認為所有成功包括學業也是靠"女神過剩之恩寵"，而不是靠努力，因而不獲旁人認同。加上受過母親虐待，雖最後被父親所救，但心靈已受到無法復完的創傷；在加入解放軍消除自己的往事紀錄之前，人生的前半段始終被自己過於強大的異能擺布。
對黑鐵一輝十分感興趣，自稱是其粉絲。期待看見一輝試圖反抗命運，漸漸崩潰的模樣，他從一輝身上看到了與自己的前半段一樣的人生，但結果卻不同，因此對於一輝異常忌妒，而一輝從他身上看到了過去的自己，證實了兩人打從心理上水火不容。
第六卷時對一輝表示可以藉由自身許願讓一輝成為本屆七星劍武祭冠軍。此言論嚴重污辱了這次盛典以及一輝的至今為止的努力還有與他人的約定，讓善良的一輝少見地表明自己的厭惡。
在第八卷遭到珠雫和凪的暗殺，但因為女神過剩之恩寵（Nameless Glory）而毫髮無傷，並想殺死珠雫，但因史黛拉闖入而失敗。
在準決賽中以因果強制性不斷玩弄一輝，但一輝卻在能力發動過程中不斷修正其因果誘發的失誤而成功給其傷害，一輝更以「比翼劍術」突破了人體極限再次驅動自己的心臟，種種逆天條件的連鎖反應下而敗給一輝，因不願意接受結果而暴走。能力集中化成黑色雙手，試圖襲擊醫護人員卻被一輝擋下。被接觸的物件能無視過程，直接賦予「死亡」的結果。最後被一輝打倒並開解心靈。
莎拉·布拉德莉莉
攻擊力: C 防禦力: F 魔力量: A 魔力控制: A 體能: F 運氣: D
伐刀者等級：A
伐刀絕技：錯覺繪影（Trick Art）、幻想諷畫( Purple Caricature )
固有靈裝：迪米 格之筆
稱號：《染血達文西》、《萬花筒》
祿存學園代表生，隸屬於解放軍。僅穿著阻隔顏料的裸體圍裙少女，體能極弱，與史黛拉是不同地方的有名，在一部份粉絲中因煽情的樣貌而有極高人氣。
對外使用的藝術家名稱是瑪莉歐‧羅索，為當世最頂尖的畫家，其畫作最高紀錄曾經以一副畫拍得14億美元的天價。對黑鐵一輝充滿藝術方面的興趣，將其視為理想的男性形象而要求一輝擔任自己的裸體模特以完成父親的名作。
運用伐刀絕技製造出無比逼真的事物，能同時操縱色彩以及圖畫本身的概念。更甚，可以運用能力重現其他伐刀者以及其能力。
在校刻意隱藏實力，實際等級估計達到A級。在毫髮無傷的狀態下使用能力創造複數的假黑鐵一輝擊敗貪狼代表學生倉敷藏人。
和曉學園做出使其腳能夠行走的交易，而欠下大批債務，在輸給一輝後喜歡上他。
平賀玲泉
伐刀者等級：B
攻擊力: D 防禦力: C 魔力量: C 魔力控制: A 體能: C 運氣: C
伐刀絕技：機械降神( Deus ex machine )、提線人偶( Marionette )、
固有靈裝:地獄蜘蛛絲
稱號：小丑
文曲學園代表生。穿著一身小丑裝束。
可以藉由伐刀絕技進行遠距離操縱，傀儡襲擊事件的犯人。第六卷中在七星劍武上與史黛拉進行四對一的戰鬥，以提線人偶操縱鶴屋美琴，最後敗給史黛拉的暴龍咆吼。
身體為鋼鐵及樹脂所構成，背後為解放軍內最高明的人物〈人偶師〉——「傀儡王」奧爾·高盧所操控，被大會判定非本人出賽而失去資格。
風祭凜奈
伐刀者等級：C
攻擊力: F 防禦力: F 魔力量: B 魔力控制: D 體能: E 運氣: A
固有靈裝：隸屬項圈
稱號：《魔獸使》
廉貞學園代表生。身穿禮服，一眼用眼罩遮住的少女，是風祭財團的大小姐。
能夠將靈裝裝備在生物上使其變為自己的武器，同時用魔力加以強化，甚至能讓操控的生物擁有自己的伐刀絕技。現階段控制的是一頭漆黑巨獅。
有位隨行的侍女夏洛特。發言有中二傾向，夏洛特負責翻譯。侍女夏洛特‧科黛方為風祭凜奈的主力王牌。
史芬克斯
伐刀絕技：獸王威嚇(King's Pressure)、獸王行進(King's Charge)
風祭所飼養的獅子寵物，在接受隸屬項圈後能夠使用魔力強化自己，甚至能使用伐刀絕技。原本為野獸身體能力就遠比人類來的強大，當得到魔力之後力量與速度更是直線上升。其伐刀絕技「獸王威嚇」則擁有能夠封鎖他人行動的能力，而「獸王行進」能夠將自己的體型倍增，對敵人進行獵補。
夏洛特‧科黛
固有靈裝：因己身非伐刀者，並無靈裝
伐刀絕技：千瓣楯花、一輪楯花
風祭的專屬女僕，負責照顧風祭的日常生活並且替風祭的中二發言進行翻譯。原本是一個在垃圾堆中生存的流浪孤兒，在被風祭撿到後改變了其一生，因此將風祭視作絕對的君主，只要為了風祭什麼都願意做，同時對於風祭有著極強的獨占欲。當風祭對一輝進行挖角的時候毫不避諱的對一輝放出忌妒與殺氣，連當初作為寵物撿到的史芬克斯都會懷抱著殺意，甚至為了對抗寵物身份的史芬克斯還自己扮成寵物，更甚者連貓食都吃下肚。
本身並非伐刀者，但是在接受了「隸屬項圈」後能使用魔力。其能力擁有極高的硬度，連史黛菈的豪腕斬擊和黑乃的〈鐘畫〉都無法將其粉碎， 一旦將其打磨便薄後亦能成劍，用作打擊則可發揮比鋼鐵還堅硬的鐵鎚，是相當萬能的魔力。甚至連其最強的伐刀絕技「燃天焚地龍王炎」都能阻擋，但是最後仍敗給了擁有絕大魔力的史黛菈所使出的二連擊。
有院凪（聲：淺沼晉太郎）
相關資料請參考破軍學園有栖院 凪
月影膜牙
自稱是曉學園的理事長。破軍學園現任理事長新宮寺黑乃於就讀破軍時，是當時的破軍學園理事長。
日本現任內閣總理大臣，意圖藉由自己成立的曉學園取代騎士聯盟的七星學園，奪回日本伐刀者方面的統治權。為此不惜用上解放軍勢力。
以其政治力量使〈前夜祭〉事件進入灰色模糊地帶，間接迫使聯盟方承認曉學園存在定位為七星劍武祭中的第八所學校。有能夠看見過去和未來的伐刀絕技，預見了"暴君"的死令同盟太過強大而引發了世界大戰，所以創立了曉學園，企圖脫離聯盟加入同盟。雖然計畫失敗，但是因為見證了一輝作為魔人的覺醒，相信如果是超脫常理的魔人的話就有改變未來的可能，因此將日本的未來託付給了年輕世代。

### 解放軍
《暴君》
魔人領域中的一人，世界三大魔人之一，解放軍最強的魔人，為裏世界最有名的伐刀者，從二次大戰後就君臨裡世界，如今年事已高，年壽將盡，他的死會導致第三次世界大戰爆發，五年前以壓倒性的力量輾壓王馬，甚至讓王馬求饒能饒其一命。最後《比翼》出手王馬才得救，平時沒有待在總部的〈王座〉上，而他實際的位置只有《大教授》、風祭晃三和《十二使徒》的最後一人知道。
事实上早已在二次大战后被黑铁龙马和其战友击溃，肉体被龙马双刀灵装的其中一把冰封。疑似未死亡，其灵装被《大教授》用来打造“史上最强生命体”。
奧爾．高盧
固有靈裝：地獄蜘蛛絲
伐刀技：殺戮戲曲、機械降神、提線人偶、死靈遊戲、蜘蛛築巢
稱號：《傀儡王》
解放軍的十二使徒之一，魔人領域中的一人，具有強大的復活能力，於七星劍舞祭上以平賀靈泉的身分參賽　後敗在史黛拉的手上，於第十卷卷末首次以真身登場，秒殺庫雷迪路蘭特的選手們，並且將其滅國，拉攏受雇於解放軍中的三位伐刀者一起造反，十年前〈染血十字架〉的原兇，在解放軍中主要是輔助，操控世界各地的要人多達千人，後來對史黛菈一見鐘情，放下手邊所有的工作，邀請《BB》、《惡之華》和《沙漠死神》一起背叛解放軍，雙國戰爭篇時，因意外促使史黛拉踏入魔人領域的「解放超過」階段，打算以最終奧義「殺戮戲曲」與之決一死戰，卻被一輝死前釋放的第五密劍「狂之櫻」的延遲斬擊發動後大卸八塊，而最終被史黛拉活活燒死，無法復活。
華倫斯坦
伐刀絕技：開山斬 (Berg schneiden)
固有靈裝：巨劍
稱號：《獨腕劍聖》
解放軍菁英──〈十二使徒〉其中一位，同時是曉學園教師、有栖院凪的老師。
能夠操控摩擦力，藉此讓對方的攻擊失效，自己的攻擊極具破壞力。
數年前看中有院凪的能力，用一億天價買下，並將其訓練成殺手。
〈前夜祭〉事件中，和前來救人的黑鐵珠雫交手。起初重創珠雫，但被珠雫的絕技〈水色輪迴〉擊敗，戰敗。
爾後，於阿爾卑斯山山頂大戰其之學生-奧爾，盡占上風，決勝之時遭《沙漠死神》掏心，戰死。
納吉姆·薩利姆
固有靈裝:手指虎-乾涸死靈
伐刀技：終末爆擊、骸骨塵風
稱號:《沙漠死神》
魔人領域的其中一人，世界最強傭兵，但與其說是傭兵不如說是強盜，會把戰場上所有自己看上的東西都憑蠻力搶奪，正如死神別名一般無論對於雇主方還是敵人方都會造成大規模的損傷。因人生遊走於以中東為主的各地戰場而得魔人之力，原本受雇於解放軍，但是因為奧爾以國家為代價將其拉攏後背叛。
〈乾涸〉的概念干涉系伐刀者，能使周邊的生物和物體沙化，也能使本身岩化或如〈水色輪迴〉一樣的效果的沙化，於解放軍本部將華倫斯坦掏心後在法米利昂大戰史黛拉，以強大的力量壓制史黛拉，爾後，挑釁趕來支援的寧音的微乳後遭到久違的痛擊，正準備全力與之交手之時被《傀儡王》阻止。
因不滿戰意正酣時被打斷而一度將與《傀儡王》反目，最後因為《傀儡王》建議更改規則與避免聯盟干涉對戰而收手。
「解放超過」的型態為金眼惡魔，全身黑色的外皮有著裂縫，從裂縫中會併發出金色的火焰，有對翅膀和長尾，能幫助納吉姆進行立體移動。
雙國戰爭篇時，對上《夜叉姬》西京寧音，以「解放超過」型態與之決一死戰，最終被西京寧音頓悟並將之實行的秘奧義「翻天覆地」擊中，全身被吸入一維空間後完全死亡。

### 國際魔法騎士聯盟
亞瑟．布萊特
稱號：《白鬚公》
魔人領域中的一人，世界三大魔人之一，KOK世界排名第一，聯盟最強的魔人，身為本部部長。
於二次大戰時主導世界上的高手們聯手前去討伐暴君，最後龍馬成功擊敗之，後來發現世界還沒做好接受失去暴君的衝擊，與同盟一起偽裝暴君仍健在的假象。
諾曼．克里德
固有靈裝：蒼天之扉
稱號：《翼之宰相》
聯盟的副本部長，擁有最顛峰的轉移系伐刀絕技。
艾莉絲．阿斯卡里德
固有靈裝：無敵甲胄
稱號：《黑騎士》
魔人領域中的一人，法國Ａ級騎士，現KOK世界排名第四，去年首次參加KOK就拿到前段排名，無限恢復使用者肉體的＜不屈＞概念。操縱固有靈裝＜無敵甲冑＞纏身，也可穿在對方身上，以戰斧為主武器。
見證一輝踏入魔人領域的其中一人。
是解放軍最高幹部"十二使徒"中的《傀儡王》奧爾的姊姊，曾經被其操縱而引發了慘劇＜浴血十字架＞，被救下之後被政府保護並且被法國分部長所收養，其後為了阻止弟弟的惡行而投身於A級聯盟，最終成為了世界排名第四的頂級騎士。
在法米利昂戰役中發現了即使要與世界為敵也想要保護弟弟的本意，隨即倒戈並與史黛拉刀刃相向，然而卻遭到一輝的阻擋並且與其決一死戰，最終被一輝以「追影」擊中。一輝造成她腹部撕裂傷，深入脊椎, 大腸斷成數截。當她喪失〈無敵甲冑〉的治愈力，肉體便開始自毀。自身的脈搏炸開內臟，張力扯斷肌肉；爲了驅動過強肉體産生過高血壓，開始摧毀腦部組織。艾莉絲的肉體只剩外表還維持人形。最後戰死。
卡羅•貝托尼
固有靈裝：海神之星
稱號：《海王》
伐刀絕技:禁技（Sealed Arts）──〈第八大海（Adrian Blue）〉
魔人領域中的一人，義大利最強騎士，KOK聯盟世界排行第二。羅•貝托尼為何會被稱為史上最強的水術士？原因在於他一次製造並操控的水量。卡羅與歷代名留青史的水術士相比，他所操縱的水量非比尋常。卡羅製造出的水量並未經過確實測量，但是他曾經沖刷整座遭到伐刀者恐怖分子佔據的城市。透過這份實績推測，他的力量甚至能影響一個國家的生死存亡。手持蔚藍長槍《海王》頭戴純白博薩利諾帽（注：原文為Borsalino，為義大利知名製帽品牌。），身披夾克出現在邊界上。 剛出場就以武器擦過納西姆的臉頰，護在納西姆四周的漆黑風暴同時煙消雲散，納西姆的臉頰一裂，鮮血飛灑，《指定禁技-第八大海》能以敵人為中心讓足以覆蓋天空的大海包圍住，以窒息為主的攻擊創造出最適合水術士戰鬥的地利，可惜被納西姆的《乾涸》所剋，被其吸乾整座《第八大海》，戰死。

### 其他
愛德懷斯
隸屬：解放軍（暫時寄身）
伐刀者等級：NO DATA
伐刀絕技：無瑕誓約（Rule of Graces）
固有靈裝：雙劍聖約之儀（Testament）
稱號：《比翼》
人物簡介：世界最強的劍士
魔人領域中的一人，未加入騎士聯盟的伐刀者，穿著潔白的裝束，宛若女武神。
一切劍之道的盡頭，聳立於此道頂點的世界最強劍士。實力過於強悍，聯盟和所有國家甚至放棄追捕，就連昔日KOK世界第三的新宮寺黑乃和現任KOK世界第三同為魔人的西京寧音也深知自己不是對手。
能力為主掌「契約」的因果干涉系伐刀者。凡是在她的靈裝〈聖約之儀〉面前立下誓約。宣誓者的心臟上將會打入契約之楔，避免宣誓者違約。一旦違約，就會扯裂心臟奪走性命。
被稱為世上最邪惡的犯罪者，不過由於不喜歡奪走未成熟的孩子的未來而讓一輝認為她十分溫柔。
其劍術之高超遠遠凌駕世人的認知。行動如風一般的迅速而輕巧、攻擊如同閃電一般銳利而猛烈，然而所有動作卻都無聲無息，代表著每個動作都完美無暇以至於完全不會力量分散讓聲音產生，而且所有的動作都以超越人類的認知來進行，力量的發揮是「零與一百」之間的極端動與靜(沒有加速度)。如果要展現出這種在瞬間就集中肌肉所有力量的動作，靠人類大腦瞬間發出的信號量根本辦不到，如果要實現這種動作只能讓大腦改造神經訊號本身，讓大腦發出情報密度更高、更短的戰鬥訊號才能辦到，其斬擊被稱為最強斬擊連風都沒察覺被斬到以至於會留下空間斷層，也能夠使用似"毒蛾之刃"的招式，但威力遠遠大於之，甚至可以用地面傳導。
第四卷〈前夜祭〉事件時碰上前來解救有栖院的黑鐵兄妹，和一輝短暫交手，單憑劍技甚至還手下留情到極點就獲得壓倒性優勢。肯定一輝的器量，認定一輝不是一個需要人保護的孩子而是一個真正的劍士決定以真本事殺之，抱持殺意所踏出的一步成為唯一一次破綻並被一輝給抓到，令愛德懷斯為此必須轉攻為守，原先致死的一擊因而出現偏差，使一輝得以存活下來。託新宮寺代為轉話，期待兩人再見之時能以勁敵稱之。
並沒有參與曉學園的行動，不過知道大致上的內容，認為一輝這次最大的敵人並非黑鐵王馬，而是紫乃宮天音，但是卻沒想到一輝對於天音卻是不屑一顧。
見證一輝踏入魔人領域的其中一人。對於一輝多次超越自己預想而驚訝，但同時也哀嘆一輝的人生，正因為命運是枷鎖所以既能束縛亦能保護，因此憐憫在這種年紀抵達魔人領域的一輝，此後人生將會天翻地覆。
大約十五年前，俄羅斯軍隊侵犯尚未加入〈聯盟〉的愛沙尼亞國境，而就在同時，聯盟為了攏絡波羅的海三國，未獲得愛沙尼亞的許可強行派兵踏入國界，差點引發第三次世界大戰。當時"比翼"孤身擊潰兩方總計多達三十萬人的軍隊，自此開始被〈聯盟〉和〈同盟〉通緝試圖逮捕"比翼"。但在她異次元般的強大面前完全無用武之地，"比翼"的名號因此震撼全世界，搖身一變成了世上最邪惡的罪犯。而在波羅的海三國加入聯盟之時，愛沙尼亞總統為了不與《比翼》起爭執而向世界宣告「放棄〈劍峰〉愛德貝格以及周圍土地的所有權」，其後愛德貝格周圍成為了一個無法地帶。
單論魔力的話並非特別強大，也承認遠不如史黛拉的程度，然而作為踏入魔人領域的最強劍士，其實力無疑的足以與三大魔人匹敵。由於同時對聯盟與同盟為敵，因此也不屬於任何一個組織，雖然現在寄身於解放軍之中，不過也沒有特別深入，僅僅只是暫時寄身而已。
極度的愛吃甜點，小時候為了減肥被身為伐刀者的父母送去給黑鐵龍馬當徒弟，激發了劍術的天賦。
居住在標高八千公尺的世界最高峰〈劍峰〉愛德貝格上，因為專注投入劍術修煉而沒有多少朋友，更沒有戀愛對象，對此相當在意。
相當讚賞史黛拉與一輝，認為兩人堅信自我的靈魂非常閃耀。特別是一輝，無論面對任何不合理都勇於向前，並且拼死的開闢自己的道路，甚至認為在與史黛拉一戰中所抵達的劍之極致已經幾乎足以與自己匹敵。
南鄉寅次郎（聲:麥人）
固有靈裝：二人奪魔笛
稱號：《鬥神》、《無缺》
武技：抽足
劍技：音切、劍之結界、劍曲•劍之舞
魔人領域中的一人，現年92歲，聲音的伐刀者，擅長使用〈言靈〉是日本如今年齡最高的魔法騎士。唯一曾在世界最頂尖的中國鬥競賽「鬥神杯」中奪勝的日本人，是西京寧音與東堂刀華的師父。
與黑鐵龍馬一同活躍於第二次世界大戰中，是黑鐵龍馬的戰友同時也是競爭對手。見證過刀華與一輝的戰鬥後對於一輝有著極為高度的評價，為了跟一輝交手而在破軍與巨門的聯合集訓時特地抽空來充當臨時教練，而交手結果更令自己訝異。
在聯合集訓時與一輝交手三次總計60分鐘，這60分鐘內以劍的結界令一輝無法動彈，始終沒讓一輝移動半步，但是同時自己卻也被一輝給釘在原地，沒能做出任何攻擊。縱使雙方一次都沒正式交手，但是卻讓南鄉度過一生中也少有遇過的緊湊的60分鐘，以此做出一輝的劍術恐怕已經在黑鐵龍馬之上的評論。
作為經歷過世界大戰的騎士，曾在在泥沼般的混戰中憑藉著一招劍曲•劍之舞而無傷的度過一場場的戰役，因此得到《無缺》的美名。
身為〈音聲〉之伐刀者，最常使用的伐刀技為〈言靈〉及〈音斬〉，其中〈音斬〉是 只要聽到魔笛的太刀聲響，便可斬殺敵人 的伐刀技。
黑鐵龍馬（聲：有本欽隆）
黑鐵嚴的祖父，也是王馬、一輝和珠雫的曾祖父，前黑鐵家當家族長。日本最強的水術士，絕世的冰之伐刀者大戰時期引導日本走向勝利的英雄，以「武士龍馬」揚名世界的大人物。
在一輝幼時某次的家族聚會，因一輝被家人冷冰冰的對待而被軟禁，後自行逃脫，在後山上冒雪獨自鍛煉武功時，被龍馬發現，但是沒有責罵，反而是鼓勵一輝。因此龍馬成為家族中唯一重視一輝的長輩。
與南鄉寅次郎既是敵人也是朋友。
於救出一輝後不久病死。
诸星小梅
诸星雄大的亲妹妹，普通的初中生。
小时候央求哥哥去游乐园玩，导致雄大因意外失去双腿而过分自责，变得失去了言语的能力。
雄大为了鼓励妹妹而接受康复训练重新回到比赛的舞台，最终解开了妹妹的心结。
亞伯拉罕．卡特
隸屬：同盟（美國）
伐刀者等級：NO DATA
伐刀絕技：超能力
固有靈裝：白金護肘福音之拳
稱號：《超人》
人物簡介：世界三大魔人之一
魔人領域中的一人，同盟最強的魔人，以驚人的實力促進原本不合的世界各大國組成同盟，美國超能力部隊《塞恩》的隊長，是美國為了造就最強伐刀者而特別訓練出來的年輕人，二十幾歲，為見證一輝成為魔人的人之一，帶著墨鏡，穿著直線條的風衣。
第十一卷帶領部隊前往解放軍的大本營。
實質上為＜大教授＞用暴君的DNA、美國的科技及自身的細胞魔法協力造出的人造魔人軍團，超能力軍團《塞恩》全是亞伯拉罕組成，擁有跟暴君一樣的伐刀技＜超能力＞，能做到 瞬間移動、念力、發火、發電、催眠、洗腦...等效果。
福小莉
固有靈裝：拳套蠻鬼
稱號：《饕餮》
武技：四象拳．青龍之型—〈流水〉、朱雀之型—〈天驅〉、玄武之型—〈泰山〉、奧義—〈麒麟功〉
鬥技（伐刀絕技）：五兵大主
中國神龍寺裡的四位魔人《四仙》之一，在神龍寺的歷史中也是稀有的天才，四象拳皆傳，史上最小年級踏入仙人（魔人）境界，年紀與史黛菈相仿甚至更小，在武術上登峰造極，其實力之強足以與《比翼》對等拼殺。由於犯了神龍寺五大戒律中的三條而被判刑300年牢獄，但是為了實現自己的夢想「向世界證明祖國武術為世界最強」而逃獄，並且見證了一輝與史黛菈的七星劍武決賽，正在被《大師傅》追殺。
為了實現夢想而前往挑戰《比翼》，而在中途與史黛菈交手。因神龍寺的規定而不願以武殺生，因此對史黛菈的戰鬥始終手下留情，知道史黛菈並非魔人而沒有使用魔人之力，單以自身鬥士及武術將史黛菈擊敗，卻也因此促使了史黛菈的覺醒，最後被抵達新領域而瞬間激發大量魔力的史黛菈反殺，後來利用史黛菈巨龍的恢復力修復傷口，離開該地。

### 法米利昂皇國
席琉斯•法米利昂與阿斯特蕾亞•法米利昂
法米利昂國王和王后
史黛拉的父母。
稱號〈紅蓮狂獅〉
國王是重症的女兒控，會因為女兒們周遭發生的大小事「暴走」，據史黛拉所說，曾經在她以前學校去森林作戶外教學時親自「尾行」，甚至扮裝成一頭熊，害史黛拉差點就要「痛打」那頭「熊」，不過她後來覺得殺了也不錯（？）。聽說一輝與史黛拉的緋聞，準備來到了日本，想要看看（？）這未來的女婿如何。在家中地位很低，害怕王后。在衆人聚集的餐廳裏揭穿父親•席琉斯的計畫，被罰下跪在大理石地板上。一旦不打算將女兒嫁給一輝，就會被老婆女兒們無視，當作家中沒有這個人。
王后則是比較正常，對於夫婿這種女兒控也是沒好氣，久而久之，乾脆來硬的手段來「管教」。在史黛拉準備要去日本留學時，索性把夫婿關進牢房，讓史黛拉安心的出發。對於一輝很感興趣。身材嬌小，留有一頭金桃色的波浪秀髮。一輝第一次見面時，錯認為第一皇女，得知為王后後，認為和西京老師是同種類的妖怪吧？
露娜艾絲•法米利昂
法米立昂第一皇女
下一任法米利昂女王
留著一頭淡淡的桃色秀發。
在一輝由窗戶闖入房間時，只穿著內衣，她雙頰染上紅暈，雙手遮住胸口，狠狠瞪向一輝。卻不責怪一輝。反而急著把一輝拉入房間防止被追兵發現。露娜艾絲發現一輝肩上有傷口，傷口流了不少血。打算拖掉一輝的上衣，幫忙包紮，卻被史黛拉撞見。
要求一輝參加與奎多蘭王國五年一度的『戰爭』，便能迎娶史黛拉。
偷偷藏著收音麥克風，使餐廳裡的對話能夠傳遍全國。
喜欢自己从小的青梅竹马的约翰。并在其陷入迷茫时主动说出自己会帮他分担。
为履行诺言决定放弃王位继承权。清楚自己没有任何战斗能力仍然决定要前往奎多蘭拯救约翰。成功救回约翰后对其说出永远扶持着他的话语后支撑着昏迷的他与医务人员一起离开战斗区域。
十五卷末已确定会将王位继承权让给妹妹史黛拉，自己与约翰结婚。
堤米特•格萊希
伐刀者等級:C
伐刀絕技:物質潛行
固有靈裝:三叉戟
法米利昂國立魔法學院一年級
可以使用伐刀技能躲在牆壁裡，也可使自身靈裝潛入對手的靈裝之中無法抵擋。這個國家裏僅有的三名C級騎士之一。
米利雅莉亞•雷吉
伐刀者等級:C
伐刀絕技:災厄槍彈
固有靈裝:魔彈射手
法米利昂國立魔法學院一年級
米利雅莉亞的靈裝雖然是火槍，靈裝本身卻不需要填裝子彈。她射出的子彈也不會在空中直線飛行，而會追蹤對手直到命中。這個國家裏僅有的三名C級騎士之一。

### 奎多蘭王國
路克
稱號〈疾風〉
固有靈裝:绯紅色的小刀
紅髮的瘦小男子
被〈傀儡王〉所操控的約翰殺害
裏德
一名木桶般壯碩的大漢
和艾娜莉絲為新婚夫妻
被〈傀儡王〉所操控的約翰殺害
艾娜莉絲
和裏德為新婚夫妻
被〈傀儡王〉所操控的約翰殺害
而後被〈傀儡王〉所操控的約翰姦屍
蜜拉
固有靈裝:雙槍
被〈傀儡王〉所操控的約翰殺害
約翰
伐刀者等級:B
奎多蘭王國第一王子，兼代表團團長。
固有靈裝:〈黃金戰車〉一匹黃金戰馬+一把黃金騎兵槍
伐刀絕技:〈蹄轹王道〉
〈黃金戰車〉的能力爲〈道路〉。他不只能跨越一切崎岖的道路、阻礙，甚至連飄浮在空中的空氣，也能化爲自身的〈道路〉。
他的靈裝本身是一匹黃金戰馬。當他一跨上戰馬，便能輾斃存在于前方的一切事物，將之化爲道路，萬夫莫敵的沖鋒絕技。這是奎多蘭最強、最快的一擊。
與露娜艾絲相差一歲，他們各自身爲兩國的下任王位繼承人，也是從小一起長大的玩伴。
兩人同樣就讀于劍橋大學，當時的約翰不知世事，不論是課業或是私生活，正經的露娜艾絲都出手幫了約翰不少忙。
要是沒有她在，約翰在大學時期可能就會不小心交了壞朋友，進而在他人慫恿之下犯下大錯。露娜艾絲曾經全力給了約翰一記:巴掌，那股疼痛同時也跟著這件事烙印在約翰心中。這名大他一歲的女子從兒時就一直帶領著自己，十分可靠。
被解放軍〈傀儡王〉奧爾•高盧操控殺害四名伙伴
被〈傀儡王〉所操控，姦艾娜莉絲的屍體。發不出半點泣音，他雙目渙散，口中念念有詞，不斷重複著歉意。
在双国战争期间，因差点被〈傀儡王〉操控刺穿露娜艾絲的心脏时，及时拼尽全力挣脱丝线控制并把灵装切换成幻想形态。最后听到露娜艾絲说出会永远在自己身边扶持自己后终于身体因濒临极限而昏迷。
十五卷尾确定将会和露娜艾絲结婚。

## 組織、勢力

### 國際魔導騎士聯盟
世界三大組織之一，由日本、法國、以色列、伊拉克等多數小國所聯合而成，創立A級聯盟等世界排名，聯盟長由KOK排名第一的《白鬚公》亞瑟．布萊特擔任。

#### 日本魔法騎士學園
日本國內七所能取得魔法騎士證照的「騎士學校」，學校名稱皆是以北斗七星古名為命名。
破軍學園
位於日本南關東，是一所佔地約有十個東京巨蛋大的廣大校園。這所學校便是國內能取得魔法騎士證照的日本七所「騎士學校」之一。
貪狼學園
位於日本北關東，為國內能取得魔法騎士證照的日本七所「騎士學校」之一。
巨門學園
位於日本東北，為國內能取得魔法騎士證照的日本七所「騎士學校」之一。
祿存學園
位於日本北海道，為國內能取得魔法騎士證照的日本七所「騎士學校」之一。
文曲學園
位於日本九州·沖繩一帶，為國內能取得魔法騎士證照的日本七所「騎士學校」之一。
廉貞學園
位於日本中國·四國一帶，為國內能取得魔法騎士證照的日本七所「騎士學校」之一。
武曲學園
位於日本近畿·中部一帶，此學園為連續二十年進軍決賽，最近五年獨佔七星劍武祭領獎臺的日本最強——同時為世界首屈一指的強校，為國內能取得魔法騎士證照的日本七所「騎士學校」之一。

### 大國同盟
世界三大組織之一，由中國、俄羅斯、阿拉伯、美國等大國組合而成。

### 解放軍
世界三大組織之一，濫用伐刀者能力的恐怖組織以及犯罪集團的領頭羊。認為伐刀者是「被選上的新人類」，除此之外的其他人（非伐刀者）都是「下等人」，因而主張伐刀者應該要支配著「下等人類」。意圖破壞掉主張「伐刀者應守護無能力的人們」的現代社會構造。
雖說是伐刀者至上的組織，但其實大多數成員都是贊同上述理論、被稱為「信徒」的非伐刀者，伐刀者在其中則被稱為「使徒」，並率領著「信徒」為部隊四處行動。
主要幹部由首領《暴君》所率領的「十二使徒」擔任，而因《傀儡王》的叛變導致大半的使徒被其殺死，該組織也因此瓦解，除了《暴君》外，剩下《大教授》等最後兩位使徒，帶領組織殘黨投靠美國。

#### 曉學園
曉學園是日本國內非正式承認的第八所魔法騎士學校。隸屬於〈騎士聯盟〉之外，目前僅知是由某個地下組織策劃，意圖破壞七星劍武祭而設立，甚至解放軍也有參予其中。

## 名詞解釋
伐刀者（Blazer）
能將己身的靈魂顯現為武裝——〈固有靈裝〉，利用魔力操縱異能，是千人才會出現一人的特殊存在。
古時候人們稱他們為「魔法師」或是「魔女」。〈伐刀者〉的能力是科學技術無法觀測的，能力高者足以自由操控時間之流，能力低者也能將體能提升至超人般的領域。
是科技與武術完全無法對抗的力量，已經在警察、軍隊，甚至是戰爭領域中佔有極重要的地位。
伐刀者在各地有各種稱號，過去日本稱為「武士」、美國稱為「超能力者」、中國稱為「鬥士」。
固有靈裝（Device）
伐刀者將自身靈魂轉化的實體，所以硬度十分高，就算被巡弋飛彈直擊也毫髮無傷，過去被稱為「聖劍」、「魔弓」、「咒器」、「寶具」等。
是要施展伐刀絕技時的媒介，相當於魔法師施法時的魔法杖。
可依伐刀者本身的意志來決定是否對人具有物理上的殺傷力，其中在維持於「幻想型態」時是不給予物理性打擊，以魔力直接削去體力的狀況。
由於是伐刀者本身的靈魂具現化的存在，在被破壞的情況下會導致持有者昏倒的狀況。
魔力
伐刀者施展其異能時所使用的精神能量。總魔力量是天生就已決定好上限，不管如何努力都無法改變。
除非成為魔人才有可能。
伐刀絕技
以固有靈裝為媒介而發動，伐刀者能力的總稱。
體能強化系
所有系統中最弱的，單單只能強化身體能力，就算是一般人只要有魔力皆能辦到。
例:一輝〈一刀修羅〉〈一刀羅剎〉等。
自然干涉系
能夠使用大自然能量的伐刀技，擅於大範圍攻擊，運用方法最廣。
例:珠雫的〈水色輪迴〉、王馬的〈斷月天龍爪〉、有梄院的〈縫影〉、刀華的〈建御雷神〉、寧音的〈地縛陣〉、華倫斯坦〈開山斬〉等。
概念干涉系
僅次於因果干涉系，人類經過文明的洗滌所訂下的想法和規則加以操控。
例:綾辻的〈裂風爪痕〉(斬)、史黛拉的〈龍神憑依〉(巨龍)、阿斯卡里德〈強化再生〉(不屈)等。
因果干涉系
所有系統中最強的，改變因果的能力，如:看見未來，改寫事實。
例: 黑乃的〈時空崩壞〉(時間)、泡沫的〈絕對不確定性〉、天音的〈女神過剩之恩寵〉等。
未歸類系
不符合以上四種歸類的代刀技。
例:諸星的〈虎噬〉、奧爾〈地獄蜘蛛絲〉、桐原的〈獵人之森〉、倉敷的〈八岐大蛇〉、微笑的〈罪與罰〉、彼方的〈星塵之劍〉、碎城的〈蓄銳之斧〉多多良的〈反射〉、莎拉的〈幻想諷畫〉、風祭〈奴隸頂圈〉等。
魔人（Desperado）
伐刀者的魔力是與生俱來，對世界所能產生的影響力，因此其總量(命運)是有界限的。
但也有能顛覆這一前提的例外存在，憑藉頑強的意志，打破命運的枷鎖以及人類靈魂的界限，到達命運外側的存在，即為魔人。
覺醒的必要條件是探究及到達自身的極限，以及想要戰勝命運踏上更高的領域自身的強大意志。
超越命運界限的同時也意味着對世界的影響力得到提升，因此即使條件十分苛刻，透過訓練逐步提升魔力上限也是有可能的。
魔人的存在被魔導騎士聯盟視為機密，目的是為了防止權力者人為地強行培養魔人而釀成悲劇。
如同伐刀者在各地有不同稱號一樣魔人也有各種稱號，中國稱為「仙人」、美國稱為「超人」。
魔法騎士制度
指伐刀者必須畢業於擁有國際機關認可的伐刀者專門學校，獲取「證照」以及名為「魔法騎士」的社會地位，只有這些「魔法騎士」才能合法使用能力。
不管是就讀於學園的「學生騎士」，還是已畢業獲得正式資格的「魔法騎士」，都必須接受「國際魔法騎士聯盟」的管理，要剝奪其資格也必須要經過聯盟總部的審核才行。
所有學生騎士、魔法騎士的國籍，都是登記在國際魔法騎士聯盟總部之中。這麼做的目的是為了防止戰爭。除此之外，為了在各種危急情況馬上進行互助，將騎士們的國籍登記在跨國機關，便能簡化進出國通關的手續。另外萬一某國發生戰爭時，能在聯盟的監督之下，由各國的騎士進行「經過控管的代理戰爭」。
A級騎士
百年難遇的天才，國家王牌。
B級騎士
十年難遇的天才。
C級騎士
大致上伐刀者菁英皆為此級，一屆新生中有5名就算是倍受期待的一屆了。
D級騎士
一個年級的頂尖大多為此級。
E級騎士
大部分的伐刀者皆是此級。
F級騎士
百年難遇的劣才，甚至不被當作伐刀者。
KOK聯賽
由聯盟舉辦的加盟國伐刀者格鬥賽，其中最頂尖的賽事為A級聯盟。A級聯盟由於名額分配相當稀少，因此想參與的選手必須要在自己國家內的奪得推薦名額，而得到名額的選手就等於是國家代表選手一般，可謂加盟國內的最高榮譽。
KOK·A級聯盟
鬥神聯盟
由中國神龍寺舉辦的伐刀者格鬥賽，無關國籍人種都能參與。採完全實戰模式，無論是偷襲還是圍毆都不設限，並且不提供醫療設施，是一個遠比A級聯盟更加殘酷更加致命的賽事，而且也不會給勝者酬金，勝利者擁有的單單只有榮譽而已。勝者將被賦予「鬥神」的稱號。

## 出版書籍

### 輕小說
| 卷數 | SB Creative    | SB Creative                                                                                             | 尖端出版       | 尖端出版                                                             |
| 卷數 | 初版發售日期   | ISBN | 初版發售日期   | ISBN / EAN                                                           |
| ---- | -------------- | --- | -------------- | -------------------------------------------------------------------- |
| 1    | 2013年7月16日  | ISBN 978-4-7973-7468-3                                                                                  | 2014年4月23日  | ISBN 978-957-10-5552-7                                               |
| 2    | 2013年10月16日 | ISBN 978-4-7973-7548-5                                                                                  | 2014年8月27日  | ISBN 978-957-10-5650-0                                               |
| 3    | 2014年1月15日  | ISBN 978-4-7973-7641-4                                                                                  | 2014年12月18日 | ISBN 978-957-10-5806-1                                               |
| 4    | 2014年4月15日  | ISBN 978-4-7973-7720-0                                                                                  | 2015年2月12日  | ISBN 978-957-10-5839-9（一般版） EAN 471-770-22-6523-6（通路特裝版） |
| 5    | 2014年8月8日   | ISBN 978-4-7973-7792-7                                                                                  | 2015年5月7日   | ISBN 978-957-10-5968-6                                               |
| 6    | 2014年12月13日 | ISBN 978-4-7973-8031-6                                                                                  | 2015年8月7日   | ISBN 978-957-10-6044-6（一般版） EAN 471-770-22-6843-5（特裝版）     |
| 零   | 2015年3月13日  | ISBN 978-4-7973-8290-7                                                                                  | 2015年11月23日 | ISBN 978-957-10-6211-2                                               |
| 7    | 2015年5月15日  | ISBN 978-4-7973-8352-2                                                                                  | 2016年2月17日  | ISBN 978-957-10-6338-6                                               |
| 8    | 2015年10月14日 | ISBN 978-4-7973-8470-3（一般版） ISBN 978-4-7973-8471-0（限定版）                                       | 2016年3月31日  | ISBN 978-957-10-6500-7                                               |
| 9    | 2015年12月12日 | ISBN 978-4-7973-8514-4                                                                                  | 2016年8月11日  | ISBN 978-957-10-6694-3（一般版） EAN 471-7-7022-6987-6（特裝版）     |
| 10   | 2016年4月15日  | ISBN 978-4-7973-8731-5                                                                                  | 2017年2月2日   | ISBN 978-957-10-7144-2（一般版） EAN 471-2-9663-5145-9（特裝版）     |
| 11   | 2017年1月14日  | ISBN 978-4-7973-8943-2                                                                                  | 2017年8月14日  | ISBN 978-957-10-7523-5                                               |
| 12   | 2017年4月14日  | ISBN 978-4-7973-9198-5                                                                                  | 2017年12月7日  | ISBN 978-957-10-7824-3                                               |
| 13   | 2017年10月13日 | ISBN 978-4-7973-9317-0（一般版） ISBN 978-4-7973-9355-2（特裝版）                                       | 2018年8月16日  | ISBN 978-957-10-8195-3                                               |
| 14   | 2018年4月15日  | ISBN 978-4-7973-9586-0                                                                                  | 2019年6月6日   | ISBN 978-957-10-8503-6                                               |
| 15   | 2018年10月11日 | ISBN 978-4-7973-9901-1                                                                                  | 2019年9月12日  | ISBN 978-957-10-8695-8                                               |
| 16   | 2019年4月15日  | ISBN 978-4-8156-0244-4                                                                                  | 2020年7月16日  | ISBN 978-957-10-8979-9                                               |
| 17   | 2019年11月14日 | ISBN 978-4-8156-0382-3                                                                                  | 2021年4月10日  | ISBN 978-957-10-9422-9                                               |
| 18   | 2020年6月15日  | ISBN 978-4-8156-0643-5                                                                                  | 2024年6月19日  | ISBN 978-626-37-7939-6                                               |
| 19   | 2023年12月15日 | ISBN 978-4-8156-2167-4（一般版） ISBN 9784815621667（畫集特裝版） ISBN 9784815623548（畫集+掛畫特裝版） | 2024年12月13日 | ISBN 978-626-40-3340-4                                               |

### 漫畫
原作：海空陸，角色原案：WON，作畫：空路惠
| 卷數 | 史克威爾艾尼克斯 | 史克威爾艾尼克斯       |
| 卷數 | 初版發售日期     | ISBN                   |
| ---- | ---------------- | ---------------------- |
| 1    | 2014年12月12日   | ISBN 978-4-7575-4493-2 |
| 2    | 2015年3月13日    | ISBN 978-4-7575-4605-9 |
| 3    | 2015年5月13日    | ISBN 978-4-7575-4637-0 |
| 4    | 2015年10月14日   | ISBN 978-4-7575-4755-1 |
| 5    | 2015年12月11日   | ISBN 978-4-7575-4824-4 |
| 6    | 2016年4月13日    | ISBN 978-4-7575-4944-9 |
| 7    | 2016年10月13日   | ISBN 978-4-7575-5091-9 |
| 8    | 2017年1月13日    | ISBN 978-4-7575-5216-6 |
| 9    | 2017年6月13日    | ISBN 978-4-7575-5340-8 |
| 10   | 2017年10月11日   | ISBN 978-4-7575-5496-2 |

## 電視動畫
2015年10月3日开始播出。

### 製作人員
- 原作：海空陸（GA文庫『落第騎士英雄譚』）
- 原作插畫、人物原案：WON
- 監督：大沼心
- 系列導演：玉村仁
- 系列構成：安川正吾
- 角色設計：小松原聖
- 色彩設計：山口真奈美
- 美術監督：古賀徹
- 3D監督：濱村敏郎
- 攝影監督：廣岡岳
- 編輯：坪根健太郎
- 音響監督：明田川仁
- 音樂：中川幸太郎
- 音樂制作：飛犬
- 動畫製作：SILVER LINK.／Nexus
- 製作：「落第騎士英雄譚」製作委員會

### 主題曲
片頭曲
作詞、作曲、編曲、主唱：酒井幹郎
片尾曲
作詞：寶野亞莉華，作曲、編曲：片倉三起也，主唱：ALI PROJECT
插入歌「覚醒の無意識」
作詞、作曲、編曲、主唱：酒井幹郎

### 各話列表
| 話數   | 日文標題 | 中文標題       | 劇本     | 分鏡        | 演出                 | 作畫監督                                                        | 總作畫監督          | 片尾插畫 | 原作卷 |
| ------ | -------- | -------------- | -------- | ----------- | -------------------- | --------------------------------------------------------------- | ------------------- | -------- | ------ |
| 第1話  |          | 落第騎士 Ⅰ     | 安川正吾 | 玉村仁      | 玉村仁               | 小松原聖、松岡秀明 村上龍之介、武本大介 山本亮友                | 小松原聖            |          | 第1卷  |
| 第2話  |          | 落第騎士 Ⅱ     | 安川正吾 | 澤井幸次    | 橫田一平             | 野田康行、                                                      | 野田康行、 小松原聖 |          | 第1卷  |
| 第3話  |          | 落第騎士 Ⅲ     | 安川正吾 | 大沼心      | 大沼心 井上圭介      | 山本亮友、野澤吉樹                                              | 小松原聖            |          | 第1卷  |
| 第4話  |          | 落第騎士 Ⅳ     | 安川正吾 | 德本善信    | 德本善信             | 明珍宇作、中西和也                                              | 野田康行、 小松原聖 |          | 第1卷  |
| 第5話  |          | 公主的體驗     | 河鍋俊   | 二瓶勇一    | 野上和男             | 石堂伸晴、能海知佳                                              | 小松原聖            | momi     | 原創   |
| 第6話  |          | 劍士殺手 Ⅰ     | 河鍋俊   | 德本善信    | 德本善信             | 北原大地                                                        | 野田康行、 小松原聖 |          | 第2卷  |
| 第7話  |          | 劍士殺手 Ⅱ     | 豬爪慎一 | 細田直人    | 高村雄太             | 關口雅浩、飯飼一幸 小島惠理、大塚溪花 、三井麻末 Cha Myoung Jun | 小松原聖            |          | 第2卷  |
| 第8話  |          | 劍士殺手 Ⅲ     | 豬爪慎一 | 澤井幸次    | 澤井幸次             | 山本亮友、橋口隼人 野澤吉樹、松岡秀明 緒方厚、柴田志朗          | 小松原聖            |          | 第2卷  |
| 第9話  |          | 公主的假日     | 安川正吾 | Jimmy Stone | Jimmy Stone 德本善信 | 明珍宇作、                                                      | 、野田康行          |          | 第2卷  |
| 第10話 |          | 深海魔女VS雷切 | 河鍋俊   | 德本善信    | 德本善信             | 、中西和也 明珍宇作、北原大地                                   | 、野田康行          | 赤人     | 第3卷  |
| 第11話 |          | 無冕劍王 Ⅰ     | 豬爪慎一 | 二瓶勇一    | 福多潤               | 野澤吉樹、山本亮友 北原章織、佐野惠理 松岡秀明                  | 小松原聖            | 白羽奈尾 | 第3卷  |
| 第12話 |          | 無冕劍王 Ⅱ     | 安川正吾 | 澤井幸次    | 德本善信 大沼心      | 、野田康行 中西和也、明珍宇作 北原大地、山本亮友                | 小松原聖、 野田康行 |          | 第3卷  |

### 藍光/DVD
| 卷數 | 發售日期       | 收錄話數    | 規格編號  | 規格編號  |
| 卷數 | 發售日期       | 收錄話數    | BD        | DVD       |
| ---- | -------------- | ----------- | --------- | --------- |
| 1    | 2015年12月25日 | 第1 - 2話   | MFXN-0031 | MFBN-0025 |
| 2    | 2016年1月27日  | 第3 - 4話   | MFXN-0032 | MFBN-0026 |
| 3    | 2016年2月24日  | 第5 - 6話   | MFXN-0033 | MFBN-0027 |
| 4    | 2016年3月23日  | 第7 - 8話   | MFXN-0034 | MFBN-0028 |
| 5    | 2016年4月27日  | 第9 - 10話  | MFXN-0035 | MFBN-0029 |
| 6    | 2016年5月25日  | 第11 - 12話 | MFXN-0036 | MFBN-0030 |

## 外部連結
- 『落第騎士英雄譚』GA文庫特設頁面 （页面存档备份，存于）（日語）
- 『落第騎士英雄譚』動畫版官方網站 （页面存档备份，存于）（日語）